# Grand Prix Bradlo
Der Grand Prix Bradlo ist ein slowakisches Straßenrad-Eintagesrennen.
Der Grand Prix Bradlo wurde im Jahr 2000 zum ersten Mal ausgetragen. Seit 2005 ist er Teil der UCI Europe Tour und ist in die UCI-Kategorie 1.2 eingestuft. Das Rennen findet jährlich im Juli statt. Ursprünglich hieß das Rennen Bratislava-Bradlo.

## Siegerliste
| Jahr | Sieger            | Zweiter           | Dritter            |
| ---- | ----------------- | ----------------- | ------------------ |
| 2009 | Nebojša Jovanović | Ján Valach        | Matej Jurčo        |
| 2008 | Péter Kusztor     | Maroš Kováč       | Rostislav Krotký   |
| 2007 | Maciej Bodnar     | Maciej Paterski   | Piotr Osiński      |
| 2006 | Adam Hansen       | Tomáš Bucháček    | Ján Valach         |
| 2005 | Martin Riška      | Werner Faltheiner | Maroš Kováč        |
| 2004 | Raffaele Illiano  | Sebastian Skiba   | Martin Prázdnovský |
| 2003 | Roman Broniš      | Matej Jurčo       | Sebastian Skiba    |
| 2002 | Kristjan Fajt     | Luboš Pelánek     | Radovan Husar      |
| 2001 | Giampaolo Caruso  | Damiano Marangoni | Diego Nosotti      |
| 2000 | Radek Dite        | Kamil Vrana       | Michal Prusa       |